# Ernest de Bade-Durlach
Ernest de Bade-Durlach (Ernst von Baden-Durlach, de la Maison de Bade), né à Pforzheim le 7 octobre 1482, décédé à Sulzburg le 6 février 1553 est un margrave de Bade-Durlach de 1515 à 1552.

## Famille
Il est le septième fils et le neuvième des quinze enfants de Christophe Ier de Bade et de Ottilie de Katzenelnbogen (en).
Ernest de Bade-Durlach épouse en premières noces le 29 septembre 1510 Élisabeth de Brandebourg-Ansbach-Culmbach (1494-1518), (fille du margrave Frédéric Ier de Brandebourg-Ansbach)
Huit enfants sont nés de cette union :
- Albert de Bade-Durlach (1511-1542)

- Anne de Bade-Durlach (1512- après 1579), en 1537 elle épouse le comte Charles Ier de Hohenzollern (1516-1576)

- Amélie de Bade-Durlach (1513-1590), en 1561 elle épouse le comte Frédéric de Löwenstein (1528 - 1569)

- Jacqueline de Bade-Durlach (1514-1592), en 1577 elle épouse le comte Wolfgang II de Barby (1531 - 1615)

- Marie de Bade-Durlach (1515-1580), en 1548 elle épouse le comte Guillaume de Sulz (mort en 1565)

- Élisabeth de Bade-Durlach (1516-1568), en 1533 elle épouse Gabriel Salamanca, comte zu Ortenburg (mort en 1539), puis en 1543 elle épouse le comte Conrad II de Castell (1519-1577)

- Bernard IV de Bade-Durlach, (1517-1553) margrave de Bade-Durlach de 1552 à 1553

Veuf en 1518 Ernest de Bade-Durlach épouse en 1520 Ursule de Rosenfeld (morte en 1538), (fille de Wolf de Rosenfeld).
Deux enfants sont nés de cette union :
- Marguerite de Bade-Durlach (1519-1574), en 1538 elle épouse le comte Guillaume II d'Oettingen (1511-1572)
- Salomé de Bade-Durlach (morte en 1551), en 1540 elle épouse Ladislas de Fraunberg (1495-1566)

- Charles II de Bade-Durlach (1529 - 1577) margrave de Bade-Durlach de 1553 à 1577.

De nouveau veuf, Ernest de Bade-Durlach épouse en troisièmes noces le 1er mars 1544 Anne Bombast von Hohenheim, fille de Frédéric Bombast von Hohenheim, qui meurt en 1574) ; cette union reste sans postérité.

## Biographie
En 1515, Christophe Ier de Bade divise ses possessions entre ses trois fils Ernest de Bade Bernard III de Bade, Philippe de Bade. En 1533, date du décès de leur frère Philippe de Bade-Sponheim, les deux frères se partagent ses possessions. Ernest de Bade-Durlach est le fondateur de la lignée de Bade-Durlach dite lignée Ernestine, cette lignée est toujours existante elle est représentée par le chef actuel de la Maison de Bade le prince Maximilien de Bade. La lignée de Bade-Durlach appartient à la quatrième branche de la Maison de Bade elle-même issue de la première branche de la Maison ducale de Bade.